# Klein vals sierkopje
Het klein vals sierkopje (Walckenaeria vigilax) is een spinnensoort in de taxonomische indeling van de hangmatspinnen (Linyphiidae).
Het dier behoort tot het geslacht Walckenaeria. De wetenschappelijke naam van de soort werd voor het eerst geldig gepubliceerd in 1853 door John Blackwall.